# 2087 Кочера
2087 Кочера (2087 Kochera) — астероїд головного поясу, відкритий 28 грудня 1975 року.
Тіссеранів параметр щодо Юпітера — 3,658.